# Pilsting

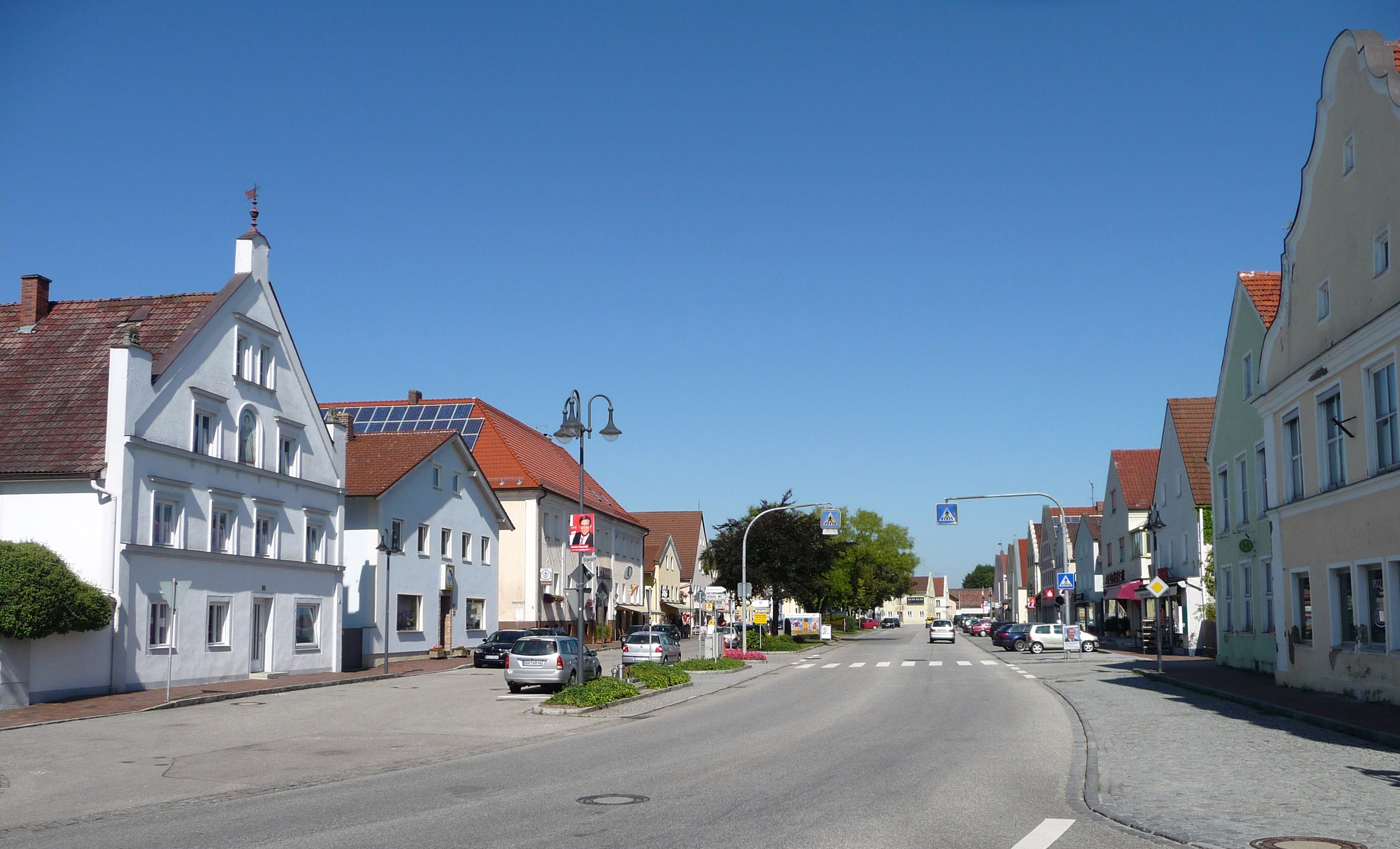
Der Marktplatz von Pilsting

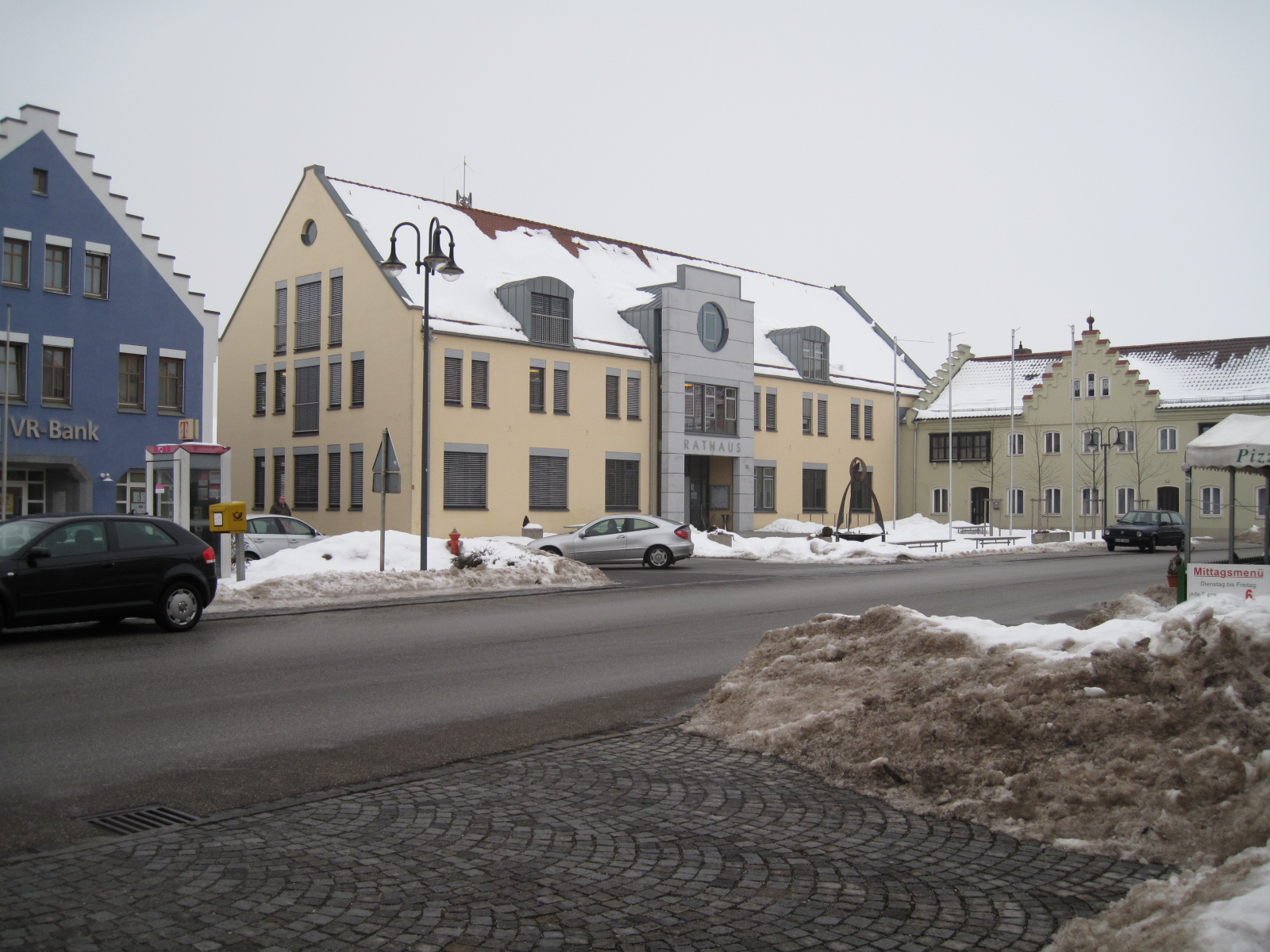
Das Rathaus

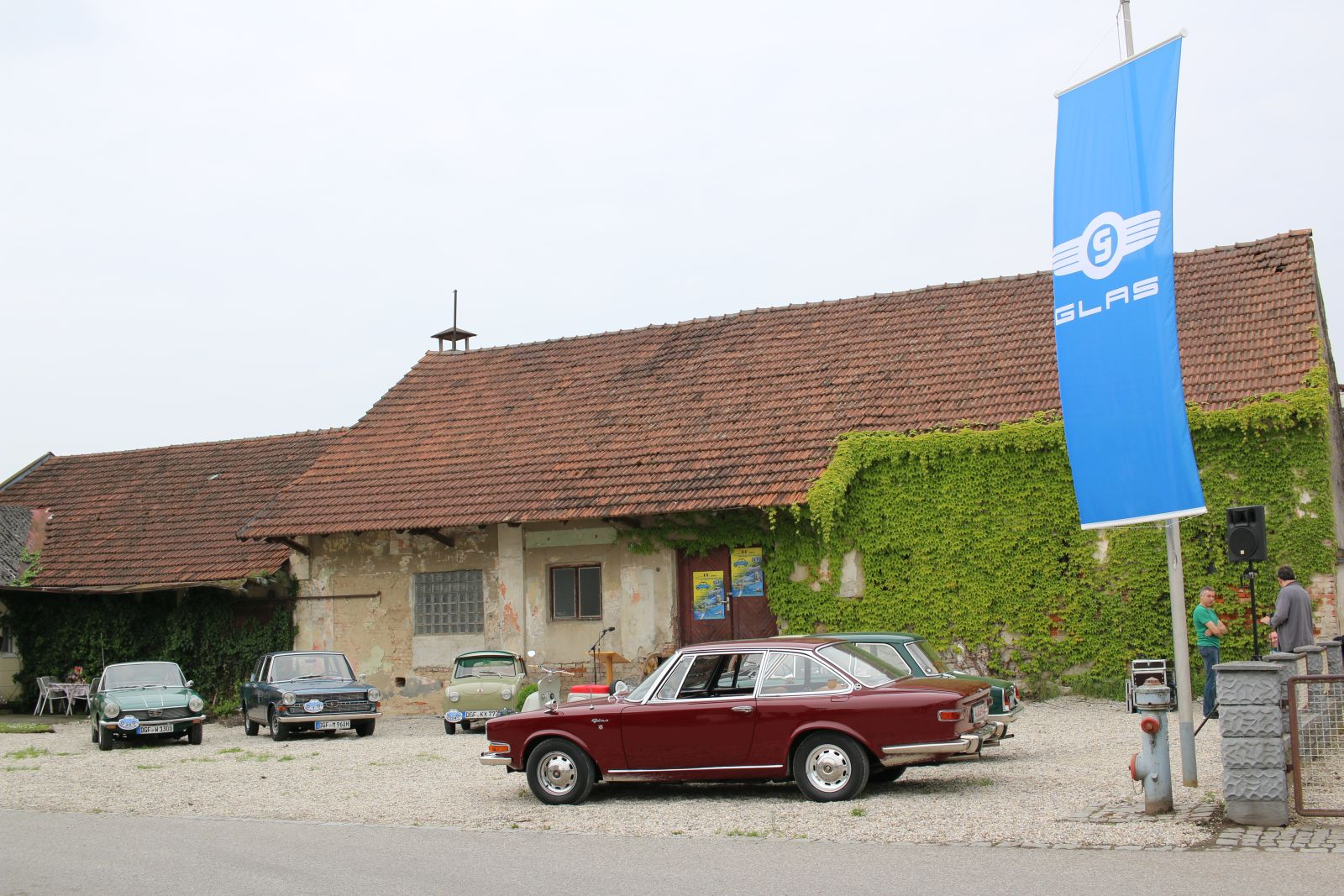
Verschiedene GLAS Automobile vor der ehemaligen Werkstatt in Pilsting anlässlich des 60sten Jahrestags des Goggomobils, rechts daneben (nicht im Bild) befindet sich das Geburtshaus von Hans Glas mit der Gedenktafel

Pilsting ist ein Markt im niederbayerischen Landkreis Dingolfing-Landau.

## Geografie

### Lage
Die Gemeinde liegt im Tal der Isar.

### Gemeindeteile
Es gibt 37 Gemeindeteile:
- Bäckermühle
- Eggerpoint
- Elisium
- Etzenhausen
- Ganacker
- Goben
- Gosselding
- Grenzheim
- Griesenau
- Großköllnbach
- Hacklöd
- Harburg
- Herzogau
- Kreuth
- Leonsberg
- Mögling
- Oberdaching
- Oberndorf
- Parnkofen
- Peigen
- Petzenhausen
- Pilsting
- Pilstingermoos
- Reinthal
- Schanz
- Schönthal
- Trieching
- Unterdaching
- Waibling
- Waiblingermoos
- Waldeck
- Waldhof
- Weihern
- Wiesen
- Winkl
- Wirnsing
- Würglberg

### Gemarkungen
Es gibt fünf Gemarkungen: Ganacker, Großköllnbach, Harburg, Pilsting und Waibling.

### Naturschutz
Die Gemeinde hat im Westen Anteil am bayernweit bedeutenden Niedermoor Königsauer Moos.

## Geschichte

### Bis zur Gemeindegründung
Vorgängersiedlungen im und um den Ort gibt es seit der Jungsteinzeit. Auf das 6. Jahrhundert n. Chr. datiert der Fund der Scheibenfibel von Peigen.
Im Jahre 889 wurde Pilsting in einer Urkunde als „ad Pilistingon“ als Besitz der Grafen von Frontenhausen erwähnt. Durch den Burgvogt in Landau wurde der Ort Pilsting 1237 in Brand gelegt und ausgeplündert. Im Friedensvertrag vom 5. Mai 1237 musste sich Herzog Otto verpflichten, Bischof Siegfried von Regensburg für die Zerstörung Pilstings zu entschädigen und die Durchgangsstraße nicht mehr zu blockieren. Pilsting wurde als Markt (seit 1380) samt den dazugehörigen Besitzungen, Rechten und Privilegien im Jahr 1386 vom Hochstift Regensburg an die bayerischen Herzöge verkauft. Der Dreißigjährige Krieg und vor allem der Brand im Jahr 1789 verwüsteten den in dieser Zeit zum Rentamt Landshut und zum Landgericht Teisbach des Kurfürstentums Bayern gehörenden Ort. Im Jahre 1812 wurde eine Poststation errichtet. Im Zuge der Verwaltungsreformen in Bayern entstand mit dem Gemeindeedikt von 1818 die heutige Gemeinde.

### Eingemeindungen
In den Markt Pilsting wurden am 1. Januar 1972 mit der Gemeindegebietsreform die Gemeinden Ganacker (teilweise) und Waibling eingegliedert. Großköllnbach folgte am 1. Mai 1978.
Ein Teil der ehemaligen Gemeinde Harburg wurde bereits im Jahr 1945 oder 1946 nach Waibling umgegliedert.

### Einwohnerentwicklung
Bei der Volkszählung von 1840 wurden für das damalige Gemeindegebiet 3130 Einwohner registriert, für das Jahr 1900 3800 Einwohner. Im Zeitraum 1993 bis 2023 wuchs der Markt von 6002 auf 7283 um 1281 Einwohner bzw. um 21 %.
- 1961: 5508 Einwohner
- 1970: 5429 Einwohner
- 1987: 5570 Einwohner
- 1995: 5966 Einwohner
- 2000: 6011 Einwohner
- 2005: 6185 Einwohner
- 2010: 6199 Einwohner
- 2015: 6499 Einwohner
- 2020: 6793 Einwohner
- 2023: 7283 Einwohner[6]

## Politik

### Bürgermeister
Martin Hiergeist (CSU) ist seit 1. Mai 2020 Bürgermeister. Er wurde am 15. März 2020 bei zwei Gegenkandidaten mit 62,0 % gewählt. Sein Vorgänger vom 1. Mai 2008 bis 30. April 2020 war Josef Hopfensperger (CSU/FWG).
- 1. Bürgermeister: Martin Hiergeist (CSU)
- 2. Bürgermeister: Hans Weichselgartner (CSU)

### Gemeinderat
In der Amtszeit von Mai 2020 bis April 2026 setzt sich der Marktgemeinderat nach dem Ergebnis der Wahl vom 15. März 2020 wie folgt zusammen:
- CSU: 7 Sitze (36,2 %)
- FREIE WÄHLER: 4 Sitze (19,5 %)
- Freie Bürgerleiste: 4 Sitze (18,4 %)
- Dahoam: 2 Sitze (9,4 %)
- Wir Frauen: 2 Sitze (9,4 %)
- SPD und ÖDP: 1 Sitz (7,0 %).

Die Wahlbeteiligung betrug 62,0 %.

### Wappen

Bannerflagge der Gemeinde Pilsting

| Wappen von Pilsting | Blasonierung: „In Silber ein grüner Frosch.“ |
| Wappen von Pilsting | Wappenbegründung: Das als Ortswappen selten vorkommende Bild eines Frosches verweist wohl auf die Lage des schon 1380 als Markt bezeichneten Ortes an einem früheren Moor, das noch im 18. Jahrhundert die Umgebung prägte. Der wohl von einem bayerischen Herzog verliehene Wappenbrief soll bei einem Großbrand 1789 vernichtet worden sein. Das älteste Siegel mit dem Wappen im Halbrundschild ist in Abdrucken seit 1514 bekannt; seine Entstehung ist aus stilistischen Gründen auf die zweite Hälfte des 15. Jahrhunderts zu datieren. Seit etwa 1800 wurde die Feldfarbe willkürlich von Silber in Rot abgeändert. Otto Hupp (1912) hat die Farben wieder richtiggestellt. |

### Haushalt 2007
| Verwaltungshaushalt | Einnahmen/Ausgaben |
| ------------------- | ------------------ |
| insgesamt           | 8.000.998 €        |
| davon Gewerbesteuer | 1.230.485 €        |

| Vermögenshaushalt  | Einnahmen/Ausgaben |
| ------------------ | ------------------ |
| insgesamt          | 4.335.568 €        |
| Investitionen      | 2.568.243 €        |
| davon Baumaßnahmen | 1.278.300 €        |

### Haushalt 2015
| Verwaltungshaushalt | Einnahmen/Ausgaben |
| ------------------- | ------------------ |
| insgesamt           | 15.244.300 €       |
| davon Gewerbesteuer | 3.170.000 €        |

| Vermögenshaushalt  | Einnahmen/Ausgaben |
| ------------------ | ------------------ |
| insgesamt          | 15.244.300 €       |
| Investitionen      | 15.244.300 €       |
| davon Baumaßnahmen | 4.275.300 €        |

### Gemeindepartnerschaften
- Österreich: Haag, seit 1992
- Vereinigte Staaten: Lamar, seit 1991

## Baudenkmäler

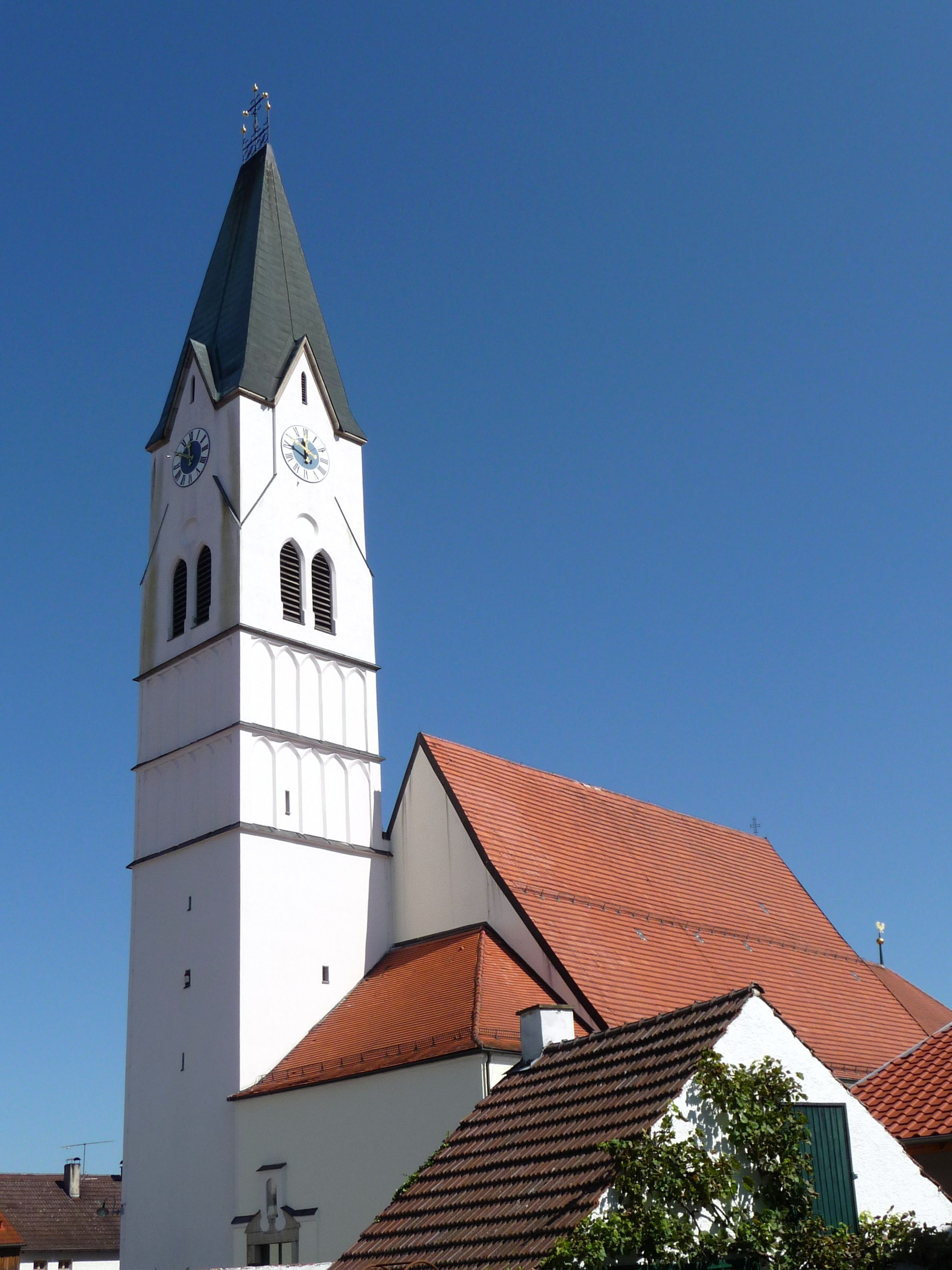
Die Pfarrkirche Mariä Himmelfahrt

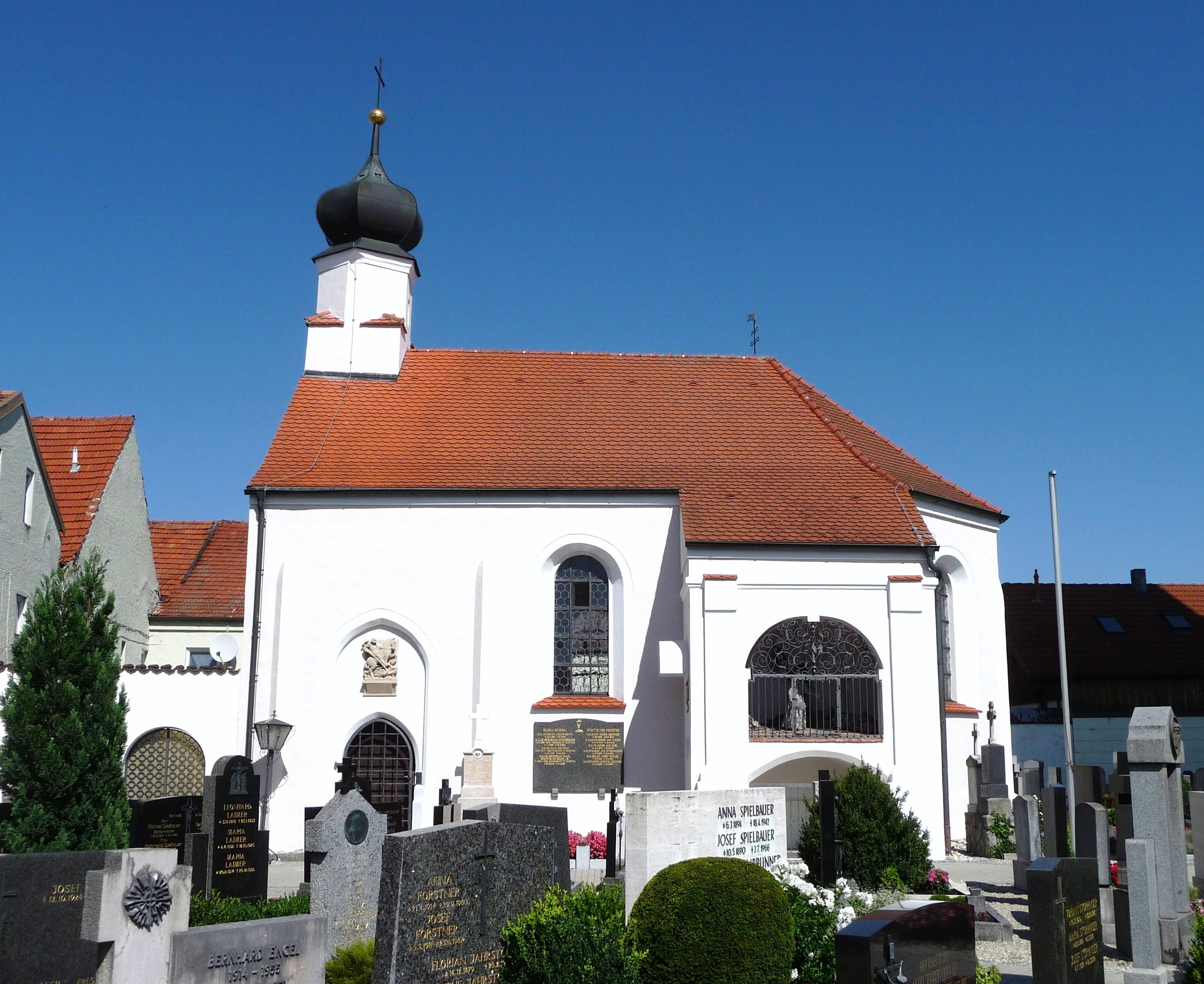
Die Friedhofskapelle

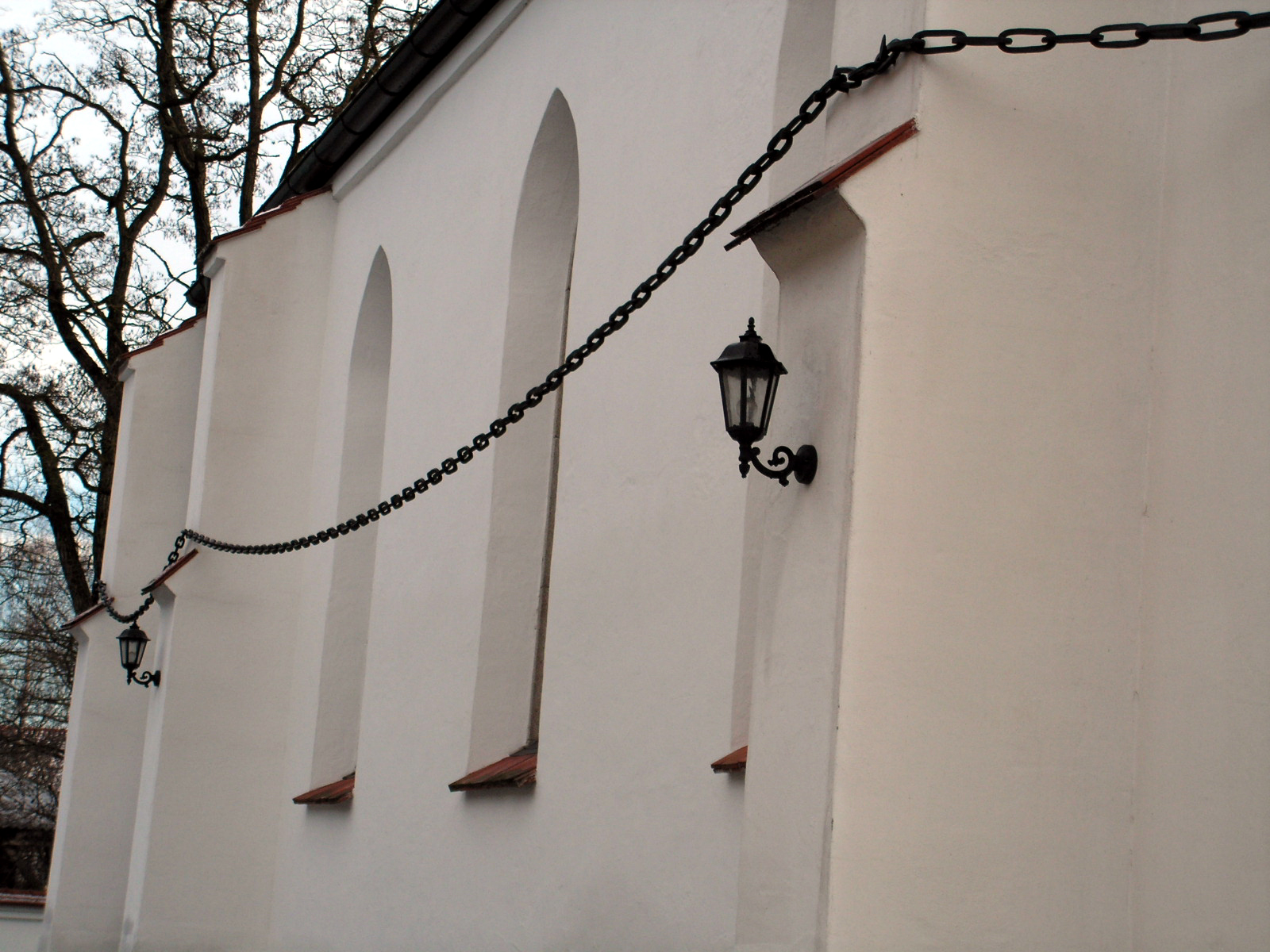
Leonhardikirche: Kettenkirche in Ganacker

Die spätgotische Pfarrkirche Mariä Himmelfahrt in Pilsting stammt aus dem 15. Jahrhundert und wurde 1491 vollendet, der Vorgängerbau reicht jedoch bis ins 13. Jahrhundert zurück. Im Laufe der Zeit wurde die Kirche mehrfach umgestaltet.
Sehenswert ist auch die ursprünglich spätgotische, von 1720 bis 1730 barockisierte Friedhofskapelle.
Die Wieskapelle Zum Gegeißelten Heiland außerhalb des Marktes entstand um das Jahr 1648 und wurde im 18. Jahrhundert umgebaut.
400 Meter nach der Ausfahrt 19 der BAB 92 Richtung Landau ist nach 400 Metern links der B 20 eine kleine Kapelle zu sehen, die Heimkehrerkapelle zur Mutter Gottes im Moos. Es handelt sich um einen Neubau von 1994, nachdem die ursprünglich 1954 von einem Kriegsheimkehrer errichtete Kapelle baufällig geworden war.
Pilsting besitzt darüber hinaus einen denkmalgeschützten Marktplatz.
In Ganacker befindet sich eine Leonhardikirche, die als Kettenkirche bemerkenswert ist.

## Museen
Der Automobil-Park Auwärter ist ein Automuseum. Es stellt alte Pkw und Omnibusse speziell von Ernst Auwärter und Neoplan aus. Die Grundfläche beträgt 3000 Quadratmeter.

### Sport
- TSV Pilsting
- EC Pilsting

### Events
„Der größte Burger der Welt“ wurde im Sommer 2017 in Pilsting zubereitet und gegessen. Mit seinen 1162,4 Kilogramm schlug er den alten Rekord aus den USA, der bei 914 Kilogramm lag.

## Wirtschaft und Infrastruktur

### Wirtschaft einschließlich Land- und Forstwirtschaft
Am Ort gibt es eine Anzahl an mittelständischen Handwerks- und Gewerbebetriebe (Bekleidung, Holz- und Eisenverarbeitung). Bekannt ist der Ort aber durch das Goggomobil: 1946 wurde am westlichen Ortsrand von Friedrich Hahn ein metallverarbeitender Betrieb errichtet, der 1951 an die Isaria Maschinenfabrik von Hans Glas überging. Im selben Jahre kamen der Motorroller unter dem Namen Goggo und 1954 ein Kleinwagen, das Goggomobil, auf den Markt. Später kam es zur Übernahme durch BMW und durch die Traktorenwerke Eicher. Von 1973 bis 2009 wurden auf diesem Gelände Neoplan-Busse gebaut, 2009 wurde die Busproduktion von der Viseon übernommen. 2013 wurde die Busproduktion in Pilsting eingestellt, die Betriebsgebäude wurden an ein Logistikunternehmen verkauft.
Es gab 2022 nach der amtlichen Statistik 1222 sozialversicherungspflichtig Beschäftigte am Arbeitsort. Sozialversicherungspflichtig Beschäftigte am Wohnort gab es insgesamt 3101. Im verarbeitenden Gewerbe gab es 4, im Bauhauptgewerbe 7 Betriebe. Zudem bestanden im Jahr 2020 105 landwirtschaftliche Betriebe mit einer landwirtschaftlich genutzten Fläche von 4712 ha, davon waren 4436 ha Ackerland und 248 ha Wiesen und Weiden.
- Privatbrauerei Egerer
- Frey und Salzer Reisen
- Essigbrauerei Kriegl

### Verkehr
Seit der Fertigstellung der Bundesautobahn 92 München–Deggendorf 1988 führt die Hauptverkehrsader des Isartals nicht mehr durch Pilsting.
Am 15. Oktober 1875 wurde im Gemeindeteil Harburg der Bahnhof Pilsting der Bahnstrecke Mühldorf–Plattling eröffnet. Dieser diente noch lange Zeit an der Bahnstrecke Landshut–Plattling nur mehr betrieblichen Zwecken (Zugkreuzungen) und ist heute gänzlich zurückgebaut; die nächsten für den Personen- bzw. Güterverkehr genutzten Stationen liegen in Landau an der Isar bzw. Dingolfing.
Bei der Bundesstraße 20 wurde seit 2017 ein Autohof für LKW und Autofahrer gebaut und ist seit 2018 in Betrieb.

### Bildung und Kinderbetreuung
Im Jahr 2024 gab es folgende Einrichtungen:
- Kindertagesstätte "Haus der kleinen Frösche - Kita Pilsting"
- Katholische Kindergärten "Haus für Kinder Santa Maria" (Pilsting) und "Pfarrkindergarten St. Josef" (Großköllnbach)
- "Hans-Carossa-Grund- und Mittelschule Pilsting" (256 Grunschülerinnen und -schüler sowie 66 Mittelschülerinnen und -schüler im Jahr 2024[14])

## Persönlichkeiten
- Therese Danner (1861–1934), Kunstmäzenin und Gründerin der Danner-Stiftung, in Oberndorf geboren
- Hans Glas (1890–1969 in Dingolfing), Unternehmer
- Herbert Schindler (1923–2007), Kunsthistoriker
- Heiner Stadler (* 1948), Journalist und Fernseh-Dokumentarfilmer
- Annemie Renz (1950–2003), Politikerin, in Großköllnbach geboren
- Charles M. Huber (* 1956), Schauspieler, Autor und Politiker, in Großköllnbach aufgewachsen

Ehrenbürger
- Anton Beer (* 23. September 1927 in Münchshofen; † 15. Juli 2010 in Kallmünz), ehemaliger Pfarrer der Gemeinde Pilsting
- Hans Carossa (* 15. Dezember 1878 Tölz; † 12. September 1956 Rittsteig bei Passau) seit 1950.[15] Der Schriftsteller und Arzt hat in Pilsting (chiffriert als „Kading“) seine ersten Jahre verbracht und in seiner autobiografischen Dichtung Eine Kindheit (1922) darüber berichtet.
- Xaver Mayer (* 11. November 1938 in Ganacker), Landwirt, ehemaliger Kommunalpolitiker (CSU; 2. Bürgermeister) und ehemaliges Mitglied des Europäischen Parlaments[16]
- Joseph Zenger (* 16. Dezember 1757 in  Straubing; † 22. Dezember 1827 in Passau), Pfarrer in Reißing
- Adalbert Hausladen (* 26. Oktober 1946; † 5. November 2015), Rektor a. D.[17]

## Sonstiges
Film und Fernsehen
- Die Isar (Dokumentarfilm, Bayerischer Rundfunk), römische Ausgrabung der Gemeinde Pilsting
- 2016: Julia Leischik sucht: Bitte melde dich (Sat.1) - Julia sucht Ewald in der Gemeinde Ganacker
- 2017: Abenteuer Leben (Kabel eins) - Der größte Burger der Welt